# Pachymelos chinensis
Pachymelos chinensis är en stekelart som beskrevs av He och Chen 1987. Pachymelos chinensis ingår i släktet Pachymelos och familjen brokparasitsteklar. Inga underarter finns listade i Catalogue of Life.